# Jean-Claude Ribes
Jean-Claude Ribes  (sinh ngày 11 tháng 8 năm 1940 tại Lyon) là một nhà bách khoa, nhà nghiên cứu tại CNRS và là tác giả người Pháp chuyên viết sách về UFO học.

## Sự nghiệp
Tốt nghiệp trường École Polytechnique de Paris năm 1962, được nhận vào làm nhà nghiên cứu tại CNRS vào năm sau. Ông trơ nên gắn bó với Cục Thiên văn Vô tuyến của Đài thiên văn Paris cho đến năm 1969 và từng tham gia chế tạo kính thiên văn vô tuyến Nançay.
Ribes thi lấy bằng tiến sĩ năm 1969, rồi sau được nhận vào khoa vật lý phóng xạ của CSIRO ở Sydney nước Úc và lưu lại ở đó mãi cho đến tận năm 1971 mới về nước. Sau khi hồi hương, ông quay trở lại Đài thiên văn Paris cộng tác cùng với François Biraud viết quyển sách nhan đề Le Dossier des civilisations extra-terrestres (Paris, Fayard, 1970), nghiên cứu khả năng tồn tại và các chuyến viếng thăm của người ngoài hành tinh.
Năm 1973, từ sau làn sóng chứng kiến UFO tràn qua nước Pháp, ông được Jean-Claude Bourret mời tham gia một loạt chương trình phát thanh về chủ đề này và bày tỏ ý kiến ủng hộ giả thuyết ngoài Trái Đất (HET).
Từ năm 1986 đến năm 1995, ông đảm nhận cương vị lãnh đạo Đài thiên văn Lyon. Trong thời gian này, ông có xuất bản một số cuốn sách viết về hiện tượng UFO, một số tập tiểu luận do Jean-Jacques Velasco chấp bút. Năm 1999, Ribes hợp tác cùng Jean-Jacques Velasco tham gia soạn thảo bản báo cáo COMETA cho chính phủ Pháp.
Ribes còn là chủ tịch của Hiệp hội Thiên văn học Pháp (SAF) từ năm 1993 đến năm 1997.

## Ấn phẩm
- Jean-Claude Ribes, François Biraud, Le dossier des civilisations extraterrestres, J'ai Lu, Poche, 1970.
- Jean-Claude Ribes, Guy Monnet, La vie extraterrestre - Communications interstellaires, colonisation de l'espace, Larousse 1990, Essentiels, Paris.